# غزان بند
غزان‌ بند هي قرية في مقاطعة ورزقان، إيران. عدد سكان هذه القرية هو 255 في سنة 2006.